# クランキーコンドルX
クランキーコンドルX（ -えっくす）は、2006年にエレコが発売した5号機のパチスロ機。

## 概要
4号機時代に一世を風靡した『クランキーコンドル』『クランキーコンテスト』の5号機バージョン。液晶を搭載し様々なアクションが発生する。また、クランキーコンドル生誕10周年記念マシンとしてリリースされている。

## 特徴
5号機での登場ということで、これまでのシリーズに比べて多くの変更点がある。
- 設定が1・4・6の3段階設定。
- 小役とボーナスの重複当選がある。
- リプレイタイム（RT）として「クランキーゲーム」が設けられている。特定小役が入賞すると100ゲーム間リプレイの確率が上がり（※）、コインを微増させながらボーナスの抽選を受けることができる。

ゲーム消化ごとに画面上部のコイン獲得数が増減し、表向きにはボーナス成立可能性の大まかな期待度を表している。
コインが10枚貯まるか、内部ボーナス成立後の抽選に当選した場合は「スーパークランキーゲーム」に移行し、RT終了後のボーナス当選が確定する。
完走型なので、終了条件はいずれかのボーナス入賞時のみ。
抽選確率は全設定共通で1/655.36。RT中、再度RT役が入賞してもゲーム数の上乗せやストックは行われない。
※入賞が発動条件のため、仮に全リール停止前に当選を確認できたとしても、空回しによる自動停止で取りこぼした場合は発動しない。
- チェリーとの重複当選の際、一定確率でクランキーチャレンジが発生する（詳細は別項にて）。
- ビッグボーナス消化時に高設定ほど特別な演出がおこる確率が高くなっていて、それによって設定を推測することが可能な場合がある。
- 往年のシリーズを思い出させる2581種類のリーチ目、1431種類のチャンス目（メーカー発表）が魅力。
- 演出参照機能が搭載されている。これは過去のボーナス当選における「当選時に選択された演出」を参照し、いわゆる高期待度の演出ばかりに偏らないよう補正する機能。これにより、どんな演出からもボーナス当選の期待感が持続でき、幅広く演出を楽しめる。メーカー発表によると、この機能は業界初であるという。なお、クランキーチャレンジの発生率には影響しない。
- 登場各キャラに声優の音声も付いた。

クランキー(主人公)：田中真弓
マリリン(クランキーのマドンナ):向井真理子
ブルース(クランキーのライバル)：たてかべ和也

## クランキーチャレンジ
チェリー成立時、ボーナスその他役の重複当選時に発生する演出（以下CCと表記）。通常はレバーONと同時に、効果音とともに「Let's go, Cranky Challenge!」とアナウンスが流れる。トータル発生率は約1/180（設定差あり）。全リール停止後、何らかの告知及び演出に移行する。
複合役別CC発生率
| 複合成立役   | CC発生率 | ボーナス期待度 | 備考     |
| ------------ | -------- | -------------- | -------- |
| 羽根         | 約90％   | 50％           | BR1：1   |
| RT役         | 50％     | RT             | RT       |
| コンドル     | 約90％   | 100％          | 青7確定  |
| 5枚役        | 25％     | 100％          | REG確定  |
| チェリー単独 | 約20％   | 約1.56％       | 青7or赤7 |

- メーカー発表によると、CC発生時のボーナス期待度は約33％（設定1）。
- ボーナス成立中・RT中・連続演出中は発生しない。
- 羽根は抽選確率がトータルで1/409.6（設定6）～1/455.11（設定1）と比較的高く、ボーナス期待度も50％と高い。また、羽根成立時のCC発生率は約90％と高いため当演出のメイン役といえる。
- 全リール停止後、期待度表示に移行した場合、33％・77％・99％が出るとボーナス確定（77％はBIG確定）。
- BIG当選時は、ほとんどが青7当選で占められている。
- 左リールで中段チェリーの引き込み範囲内でストップボタンを押したにもかかわらずチェリーが上段（コンドルが中段）に停止した場合は、その時点でコンドル揃いが確定する。
- CC発生時、無音だった場合はその時点でボーナス期待度が約94％に跳ね上がる（BR共通）。
- また、発生時にコンチ4Xのレギュラーボーナス成立音が鳴るプレミアもあり、これは発生した時点でコンドル揃いが確定。

## 4号機との違い
これまでのクランキーシリーズとは大きく異なる点もあり、これまでのシリーズを打ってきた人にとっては評価の分かれる部分も存在する。
- 設定6の機械割が104.6%と低い。特にきっちり打てば設定1でも計算上勝てた4号機のクランキーコンドルとは大きく異なる。